# Neodym-Eisen-Bor

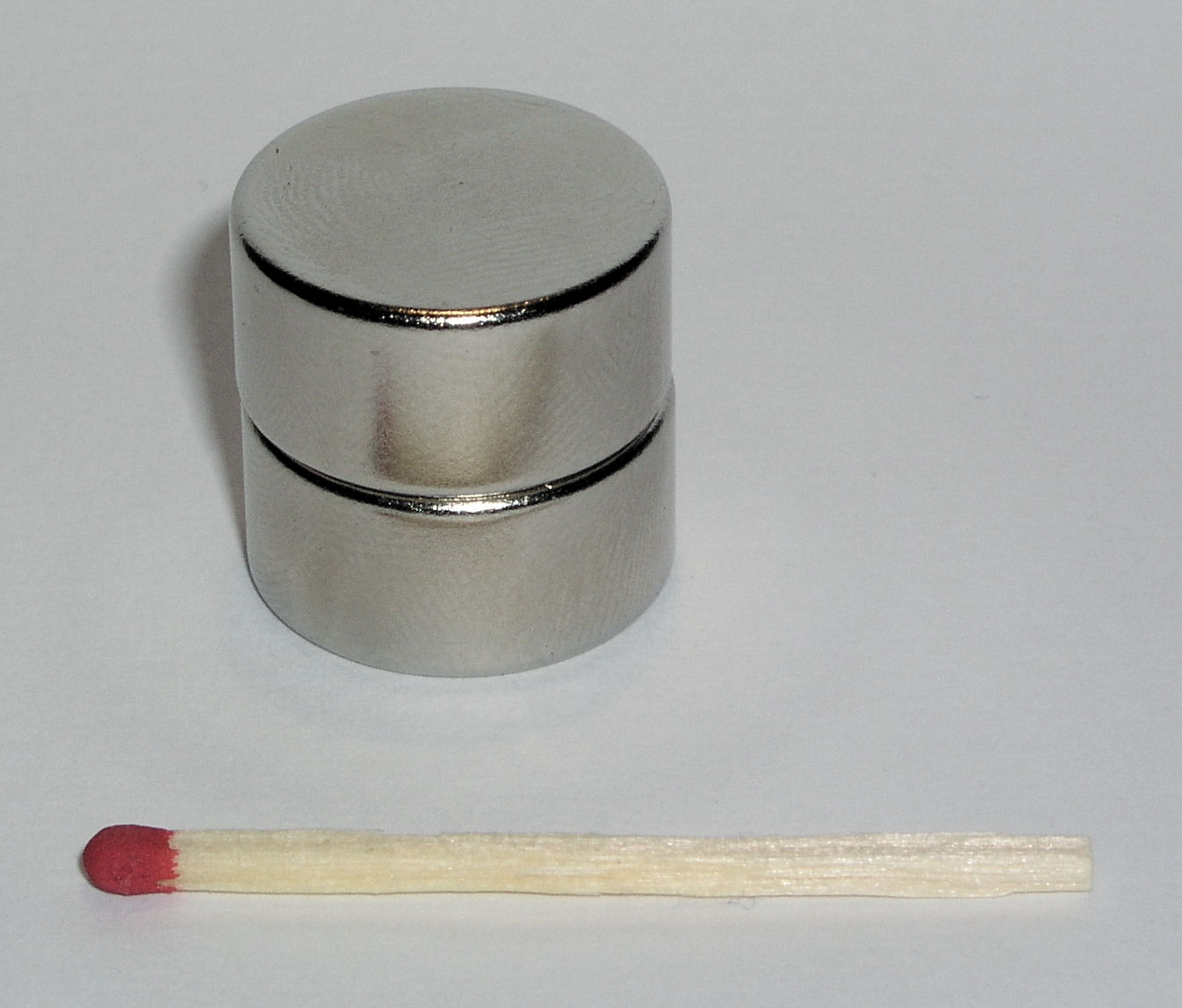
Zwei Neodym-Magnete (je ∅ 20 mm × 10 mm, Oberfläche vernickelt), welche mit bloßen Händen kaum zu trennen sind

Neodym-Eisen-Bor ist eine Legierung aus Neodym, Eisen und Bor mit der Zusammensetzung Nd2Fe14B, aus der als Werkstoff die derzeit stärksten Dauermagnete hergestellt werden. Wegen des Anteils an Neodym zählt dieser Werkstoff zu den Seltenerdmagneten und wurde 1982 unabhängig voneinander bei den General Motors Research Laboratories und Sumitomo Special Metals (Masato Sagawa) entwickelt. 1986 wurde Magnequench als Tochtergesellschaft von GM gegründet.
Der Werkstoff findet dort Einsatz, wo starke Dauermagnetfelder benötigt werden. Beispielanwendungen sind Lautsprecher (gewöhnlich im Hochtöner) und Kopfhörer, Gleichstrommotoren in Akkuwerkzeug, in Linearmotoren für Festplatten zur Steuerung der Schreib-Leseköpfe bis hin zu den elektrischen Generatoren, die in Windkraftanlagen eingesetzt werden.

## Eigenschaften

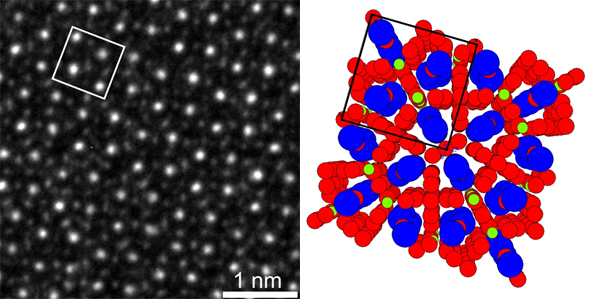
Links: Transmissionselektronenmikroskopische (TEM) Aufnahme von Nd_{2}Fe_{14}B; Rechts die schematische Kristallstruktur. Die Einheitszelle ist mit einem Quadrat markiert

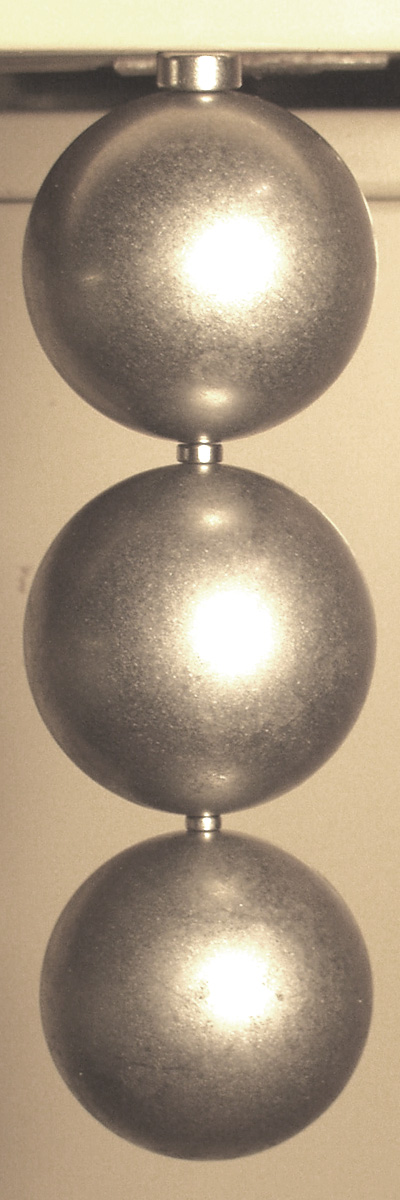
Ein Neodym-Eisen-Bor-Magnet (kleine Scheibe zwischen massiven Stahlkugeln) trägt das 1300-Fache seines Eigengewichtes

Dauermagnetische Werkstoffe sollen neben einer hohen spontanen Polarisation (Eisen) eine große uniaxiale magnetische Anisotropie besitzen. Damit bezeichnet man eine magnetische Vorzugsrichtung („leichte Richtung“), die bei Dauermagneten auf Seltenerden-Basis durch die Kristallstruktur und Elektronenstruktur bestimmt ist. NdFeB besitzt eine hohe Magnetische Anisotropie, da die „magnetische“ 4f-Schale durch die äußeren 5s25p6-Schalen vom Ligandenfeld des Kristalls abgeschirmt wird und so das Bahnmoment der Schale voll wirksam bleibt. Durch die Spin-Bahn-Kopplung sind die Spins an das anisotrope Kristallfeld gekoppelt, und ein Verdrehen der Spins und damit der magnetischen Momente aus der leichten Richtung ist mit Energieaufwand verbunden.
Nd2Fe14B weist ein tetragonales Kristallsystem mit hoher magnetischer Anisotropie auf. Je nach Mikrostruktur und Herstellungsprozess werden hohe Koerzitivfeldstärken von 870 bis 2750 kA/m erreicht. Die Remanenzflussdichte liegt typisch bei 1,3 T, unter Idealbedingungen bei Werten bis zu 1,6 T. Die magnetische Energiedichte liegt im Maximum (BH)max bei 512 kJ/m3, was über den Werten des Werkstoffes Samarium-Cobalt (SmCo) liegt. Die Curie-Temperatur von Nd2Fe14B beträgt 310 °C und liegt weit unter den 700–800 °C von Samarium-Cobalt.
Handelsübliche Nd2Fe14B-Magnete werden mit einem N gefolgt von einer Zahl bezeichnet. Die Zahl steht für die magnetische Stärke des Dauermagneten. Übliche Werte liegen im Bereich N35 bis N50. Ein folgender Buchstabe deutet auf eine erhöhte zulässige Einsatztemperatur hin (gängig sind Abstufungen M–H–UH o. ä.), was bei gleicher Temperatur einer höheren Koerzitivfeldstärke entspricht.
Große Kristalle aus Nd2Fe14B lassen sich relativ leicht entmagnetisieren und sind daher als Permanentmagnet ungeeignet. NdFeB-Werkstoffe haben daher eine feinkristalline Struktur. Die Nd2Fe14B-Kristalle werden zudem von einer feinen Schicht umgeben, in der das Seltenerdelement stark angereichert ist. Diese Struktur wird in einem von General Motors und der japanischen Sumitomo Special Metals zusammen entdeckten und patentierten Sinterverfahren hergestellt. Nach diesem Verfahren werden die Magnete legiert, zu Pulver vermahlen, gepresst und gesintert. Durch die Pressung, vor allem aber durch das Anlegen eines externen Magnetfeldes während des Prozesses, werden die Kristalle anisotrop ausgerichtet. Erst dadurch werden die magnetischen Eigenschaften voll genutzt. Daneben kommen in der Automobilindustrie auch kunststoffgebundene isotrope NdFeB-Magnete zum Einsatz. Dabei ist man in der Formgebung der Magnete etwas flexibler, kann auf einen zusätzlichen Oberflächenschutz verzichten und auf bewährte Spritzgussverfahren zurückgreifen. Die erzielbaren Werte dieser kunststoffgebundenen Magnete sind allerdings schlechter als bei gesinterten NdFeB-Magneten.
Magnete, die nur aus Neodym, Eisen und Bor ohne weitere Legierungszusätze bestehen, entmagnetisieren sich bereits bei Temperaturen von 80 °C teilweise und sind sehr korrosionsempfindlich. Durch Zusätze anderer Seltenerdelemente, insbesondere Dysprosium oder Terbium, kann die Temperaturstabilität auf über 200 °C angehoben werden. Zur Erhöhung der Korrosionsstabilität werden oft andere Legierungsbestandteile wie Cobalt hinzulegiert. Dadurch wurden wesentliche Einschränkungen für den Einsatz dieses Materials aufgehoben. Dennoch sind NdFeB-Materialien den Samarium-Cobalt-Magneten in diesen beiden Punkten unterlegen. Deshalb müssen auch verbesserte NdFeB-Magnete für die meisten Einsatzgebiete durch eine Schutzschicht vor Korrosion geschützt werden. Am häufigsten werden hierfür Nickel- oder Epoxidharzbeschichtungen verwendet.
NdFeB-Magnete werden heute überall dort eingesetzt, wo man starke Magnetfelder bei kleinem Volumen braucht. Sie haben mittlerweile die leichter zu entmagnetisierenden AlNiCo-Magnete in vielen Anwendungen verdrängt.

## Umweltauswirkungen
Neodym zählt zu den Seltenen Erden. Es wurde 2011 zu 97 % in China abgebaut. Der Abbau und die Aufbereitung von Neodym führt dabei zu Belastungen für die Umwelt. NdFeB-Magnete werden zur Permanenterregung der Generatoren mit Stand 2011 in rund 15 % der Windkraftanlagen eingesetzt, insbesondere bei Windkraftanlagen mit Direktantrieb. Die Umweltaspekte bei der Neodymgewinnung wirken sich negativ auf die Nachhaltigkeit von Windkraftanlagen aus.

## Sicherheitshinweise

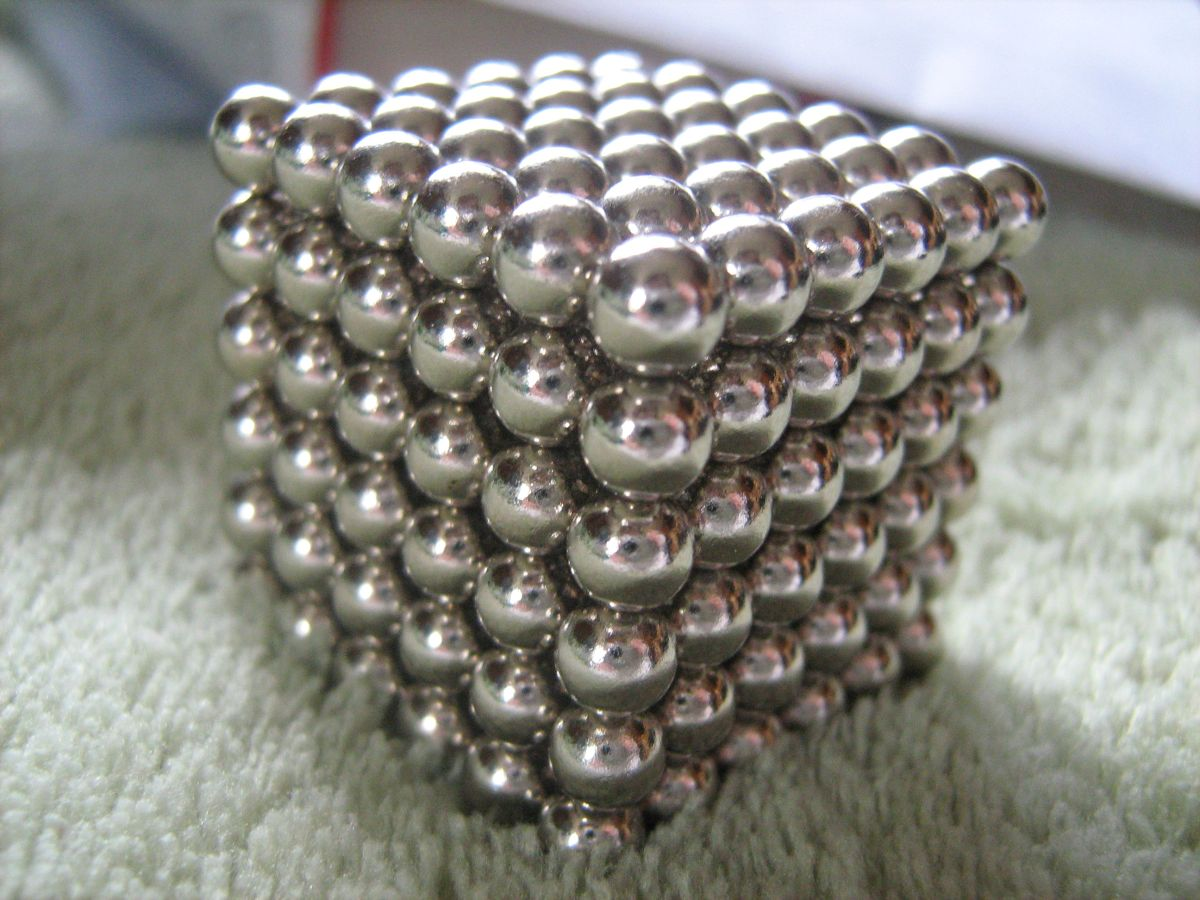
Ein Würfel aus 216 kugelförmigen NdFeB-Magneten. Durchmesser der Kugeln: 5 mm

Durch die hohe Stärke der Magnete entstehen sonst eher unerwartete Gefahren. Dazu gehören bei größeren NdFeB-Magneten insbesondere Quetschungen bei unsachgemäßem Umgang und Nichtbeachtung von Sicherheitsabständen zu ferromagnetischen Materialien wie Eisen oder anderen Magneten in der näheren Umgebung. Die auftretenden Haftkräfte einer NdFeB-Scheibe mit rund 10 cm Diagonale und ca. 1,5 cm Dicke können einige 1000 N erreichen.
Kleinere NdFeB-Magnete sind im einschlägigen Handel in Form von Kugeln oder als Quader erhältlich und dienen u. a. Spiel- oder Dekorationszwecken. Werden mehr als ein kleiner NdFeB-Magnet verschluckt, besteht Lebensgefahr aufgrund einer möglichen Darmperforation. Am 15. November 2012 wurden in Australien kleine, verschluckbare hochmagnetische NdFeB-Magnete, die als Spielzeug vertrieben werden, verboten. Am 23. Januar 2013 wurde vom neuseeländischen Parlament ein Import- und Handelsverbot über diese Art von Spielzeugmagnete verhängt.
Das starke Magnetfeld kann magnetische Aufzeichnungen (Magnetband, Disketten) bereits aus einiger Entfernung schädigen oder löschen. Ebenso können in Bildröhren Verzerrungen und Farbverfälschungen auftreten (siehe Lorentzkraft). Bei einer spanenden Bearbeitung wie Feilen, Sägen oder Bohren können sich NdFeB-Stäube und -Späne durch die bei der Bearbeitung entstehende Hitze entzünden. Außerdem lassen sich die Späne nicht leicht vom Grundkörper (und ggf. Werkzeug) trennen.
Das Material neigt zur scharfkantigen Splitterung, weshalb bei der Bearbeitung von Neodym-Eisen-Bor entsprechende Schutzkleidung und Schutzbrille getragen werden sollen. Auch wenn zwei Magnete ungebremst zusammenschnappen, kann dieses Bruchverhalten gefährliche Situationen herbeiführen.